# Diane Lamarre
Pour les articles homonymes, voir Lamarre.
Diane Lamarre est une pharmacienne et femme politique québécoise.
Elle est présidente de l'Ordre des pharmaciens du Québec de 2009 à 2014. Du 7 avril 2014 au 1er octobre 2018, elle est députée péquiste de la circonscription de Taillon à l'Assemblée nationale du Québec.

## Biographie
Diane Lamarre est détentrice d’un baccalauréat en pharmacie de la Faculté de pharmacie de l'Université de Montréal. En 1990, elle devient pharmacienne propriétaire à Saint-Lambert, en Montérégie. Dix ans plus tard, elle obtient un poste de professeure de clinique à la Faculté de pharmacie de l'Université de Montréal. Elle complète une maîtrise en pratique pharmaceutique en 2003.
Membre de Pharmaciens sans frontières depuis 1998, Diane Lamarre préside la branche canadienne de l'organisme de 2007 à 2014. Elle participe à de nombreuses missions humanitaires au Kosovo et en Bosnie-Herzégovine avec notamment l'Organisation mondiale de la santé ainsi qu’en Afrique, en Moldavie  et en Haïti. Le 12 juin 2009, elle est élue présidente de l’Ordre des pharmaciens du Québec. Elle est aussi chroniqueuse dans différents médias, entre autres pour RDI Santé de 2009 à 2011 puis dans Le Journal de Montréal de 2011 à 2014.
Elle se présente candidate pour le Parti québécois dans Taillon et gagne cette circonscription lors des élections générales québécoises de 2014. Lors de son mandat comme députée, elle est porte-parole de l'opposition officielle en matière de santé, d'accessibilité aux soins, de soutien à domicile et pour la Régie de l'assurance maladie du Québec. Elle est défaite lors des élections de 2018.
Depuis 2020, elle intervient régulièrement sur les réseaux LCN et TVA afin de commenter l'actualité et les enjeux liés au domaine de la santé.

## Honneurs
- 1984 : Prix Louis-Hébert de l'Ordre des pharmaciens du Québec
- 2000 : Prix d’Excellence en enseignement de l'Université de Montréal
- 2002 : Personnalité de la semaine de La Presse
- 2010 : Docteure ès sciences honoris causa de l'Université Laval
- 2011 : Prix Femmes d'exception de Longueuil
- 2012 : Prix Femmes de mérite, santé et environnement (Y des femmes, Montréal)
- 2013 : Membre de l'Ordre du Canada
- 2019 : Prix du Conseil interprofessionnel du Québec
- 2022 : Prix du pharmacien propriétaire à la carrière exemplaire (AQPP)
- Membre honoraire de l’Association des pharmaciens du Kosovo
- Prix Développement professionnel d’après-guerre

## Résultats électoraux
|                                                                                               | Nom                      | Parti            | Nombre de voix | %      | Maj.  |
| --------------------------------------------------------------------------------------------- | ------------------------ | ---------------- | -------------- | ------ | ----- |
|                                                                                               | Lionel Carmant           | Coalition avenir | 12 186         | 33,8 % | 2 048 |
|                                                                                               | Diane Lamarre (sortante) | Parti québécois  | 10 138         | 28,1 % | -     |
|                                                                                               | Manon Blanchard          | Québec solidaire | 6 382          | 17,7 % | -     |
|                                                                                               | Mohammed Barhone         | Libéral          | 6 042          | 16,7 % | -     |
|                                                                                               | Mel-Lyna Cadieux Walker  | Vert             | 766            | 2,1 %  | -     |
|                                                                                               | Jonathan Leduc           | NPD Québec       | 349            | 1 %    | -     |
|                                                                                               | Gerardin Verty           | Conservateur     | 235            | 0,7 %  | -     |
| Total                                                                                         | Total                    | Total            | 36 098         | 100 %  |       |
| Le taux de participation lors de l'élection était de 69,1 % et 595 bulletins ont été rejetés. |                          |                  |                |        |       |

|                                                                                               | Nom                    | Parti            | Nombre de voix | %      | Maj.  |
| --------------------------------------------------------------------------------------------- | ---------------------- | ---------------- | -------------- | ------ | ----- |
|                                                                                               | Diane Lamarre          | Parti québécois  | 12 148         | 33,8 % | 1 372 |
|                                                                                               | Maxime Tessier         | Libéral          | 10 776         | 30 %   | -     |
|                                                                                               | Sébastien Vaillancourt | Coalition avenir | 8 704          | 24,2 % | -     |
|                                                                                               | Manon Blanchard        | Québec solidaire | 3 994          | 11,1 % | -     |
|                                                                                               | Éric Gervais-Després   | Option nationale | 320            | 0,9 %  | -     |
| Total                                                                                         | Total                  | Total            | 35 942         | 100 %  |       |
| Le taux de participation lors de l'élection était de 70,8 % et 681 bulletins ont été rejetés. |                        |                  |                |        |       |